# باول كولير
باول كولير (بالإنجليزية: Paul Collier)‏ هو اقتصادي بريطاني، ولد في 1949.

## وصلات خارجية
- باول كولير على موقع مونزينجر (الألمانية)